# Fari nella nebbia
Fari nella nebbia è un film del 1942 diretto da Gianni Franciolini.

## Trama

Foto di scena con Fosco Giachetti e Mariella Lotti, protagonisti del film

Cesare ed Anna sono marito e moglie. L'uomo fa il camionista: una sera, tornando a casa dopo un brutto litigio con la moglie, a causa della fitta nebbia ha un incidente. Ma lei lo ha appena abbandonato, lasciandogli una lettera sul tavolo e, dal quel momento, comincia ad uscire la sera fino a tardi e a accettare la corte di altri, senza però concedersi a nessuno di loro.
Il marito, nel frattempo, viene circuito da Piera, una donna dalla vita un po' torbida, che gli fa intendere di essersi innamorata e di voler sistemarsi con lui. Cesare soffre ancora per la moglie, e per voltare pagina, accetta di sistemarsi con Piera.
Quest'ultima però si stanca presto, e tradisce l'uomo con un suo collega, Carlo. Cesare lo scopre e, accecato dalla rabbia, torna nella sua vecchia casa per prendere la sua pistola. Ma qui incontra casualmente la moglie, nel frattempo pentita di averlo lasciato. I due si riappacificano, Cesare dimentica Piera, decide di far ritorno a casa e perdona Carlo.

Fosco Giachetti in una scena

## Produzione
Il film venne prodotto nell'autunno del 1941; gli interni furono realizzati negli stabilimenti del S.A.F.A. Palatino a Roma, mentre gli esterni furono girati tra Piemonte e Liguria.

## Distribuzione
Il film venne distribuito nel circuito cinematografico italiano a partire dal 15 febbraio del 1942.

## La critica
Umberto Barbaro sulla rivista Si gira del 1º marzo 1942: "Intelligente e difficile è il soggetto, soprattutto per l'assunto di mostrare un'umanità dalle impressioni pronte e dalle reazioni immediate, dagli istinti cioè non troppo distorti da convenzioni e da pregiudizi, e nella quale i rapporti sono concretamente basati su interessi reali, sentimentali o materiali che siano. Certo il film italiano raggiungerà il suo massimo di artisticità quando saprà esprimere le ansie e le aspettative, le gioie e i dolori di questa umanità. Una più piena intuizione di quell'umile mondo e un maggiore approfondimento del carattere dei personaggi avrebbero reso assai più conseguente e più persuasivo il racconto. Ma vi sono scene d'intimità calda e vischiosa, assai sicuramente rappresentate, e scene di concitata violenza, condotte con disegno sicuro".
Paolo Mereghetti, nel suo Dizionario dei film, assegna al film 2,5 stelle su 4. Scrive il critico nella scheda del film: «Un film schietto e istintivo per l'epoca, immerso in un'atmosfera popolare torbida, sensuale e aggressiva, solitamente non tollerata dal regime. È il segno che davvero qualcosa sta cambiando nel cinema italiano [...]»